# Nuno Gomes
Nuno Miguel Soares Pereira Ribeiro (Amarante, Portugal, 5 de julio de 1976), más conocido como Nuno Gomes, es un exfutbolista y entrenador portugués que jugó en la posición de delantero centro. Fue internacional con la selección de fútbol de Portugal.
Cambió su apellido profesional en homenaje a su ídolo de la infancia Fernando Gomes.

## Trayectoria

### Boavista
Nuno Gomes hizo su debut con el Boavista FC en la temporada 94-95 con 17 años. Anotó 23 goles en 79 partidos en tres temporadas que jugó para el club antes de ser transferido a Benfica. En la temporada 1996/1997 ganó la Copa de Portugal tras derrotar al Benfica.

### Benfica
Su debut con el Benfica fue en 1997 donde permaneció hasta el 2000. En el Benfica jugó 101 partidos y anotó 76 veces. El éxito en la Eurocopa 2000 hizo que clubes extranjeros muestren su interés en el internacional portugués e hizo que fuera transferido al club italiano Fiorentina.

### Fiorentina
Fue contratado por la ACF Fiorentina en el 2000, por un valor de € 15M. Sin embargo, el club italiano pasaba por dificultades financieras, y Nuno finalmente lo dejaría dos años más tarde. En el equipo violeta anotó 20 goles en 70 partidos, marcando en la final de la copa de Italia en la temporada 2000/2001 ante el Parma, acercando el título al conjunto florentino.

### Regreso al Benfica
Volvió al Benfica en 2002, pero una serie de lesiones hizo que jugara solo 70 veces desde 2002 a 2005. En temporada 2005/2006 anotó 15 goles en la Liga portuguesa, entre ellos dos ante el Oporto en un partido que el Benfica ganó por 2-0 y un hat-trick ante el Sporting de Lisboa, en la misma terminó segundo en la lista de máximos goleadores
Desde la temporada 2006/2007 su presencia en el club comenzó a correr el riesgo, y más aún después de la contratación del paraguayo Oscar Cardozo. Sin embargo, fue elegido capitán y anotó 9 goles.
En 2008 alcanzó la marca de 150 goles en partidos oficiales de Benfica, y comenzó a aparecer también en la lista de los 10 mejores anotadores del club (puesto 19). Sigue siendo el máximo goleador de la cuarta Sport Lisboa e Benfica en la competición europea. Ya tiene más de 350 apariciones en partidos oficiales con el club.
Cabe señalar que en el Sport Lisboa e Benfica, marcó goles en todas las competiciones en las que participó: Campeonato Portugués (121), la Copa de Portugal (15), Copa de la UEFA / Europa League (12) Liga de Campeones (7), los calificadores Pre Liga de Campeones (4), Supercopa (1) y la Copa de la Liga (1).
Nuno comienza la temporada 2010-2011 a punto de llegar a la cifra histórica de 400 apariciones en partidos oficiales de Sport Lisboa e Benfica, a falta de una parte en 10 partidos.
El 14 de noviembre de 2010, contra el Naval, anotó el gol número 200 de la Liga portuguesa durante la temporada 2010/11.

### El Sporting Clube de Braga
Después de la final de la temporada 2010-11 en junio, Nuno Gomes definitivamente deja el Benfica después de no ser renovado su contrato por el club y firma por el club Sporting Clube de Braga.

### Blackburn Rovers
El 2 de julio de 2012, firmó con el Blackburn Rovers de la Championship League de Inglaterra por dos temporadas. Este fue su último contrato profesional, al retirarse definitivamente al terminar la temporada 2012-2013.

## Selección nacional
Representó 79 veces a su país, lo que hace de él el noveno jugador más internacional de siempre por la Selecção das Quinas.
En 2008, se convirtió en el cuarto jugador en marcar en tres campeonatos europeos seguidos: Euro 2000, Euro 2004 y Euro 2008. También representó las Quinas en el Mundial de 2002 y el Mundial 2006.
Es el sexto mejor goleador de la selección de fútbol de Portugal con 29 goles en 79 partidos, siendo superado por Cristiano Ronaldo (115 goles), Pauleta (47), Eusébio (41), Figo (32) y Helder Postiga (31).
En la Eurocopa de 2008, fue el capitán del combinado portugués que fue derrotado en el partido de cuartos de final por Alemania.

### Era Queiroz
En la era Queiroz en los partidos de clasificación para la Copa del Mundo en 2010, Hugo Almeida fue casi siempre la primera elección entrenador, y también después de su naturalización, Liedson, por lo que no lo llamaron a algunos de los juegos, lo convocaron a la selección para jugar los cuatro últimos partidos de clasificación contra Dinamarca, Hungría (2 juegos), y Malta, pero solo llegó a jugar unos minutos como suplente ante Hungría. 
Con el paso del tiempo se quedaría una vez más, afuera de la lista de Carlos Queiroz y no fue convocado para la Copa del Mundo en Sudáfrica. Gomes terminó bien en la calificación de las participaciones en tan solo 4 de 12 partidos, y todos ellos como sustituto. Tras el anuncio de la escuadra de 23 hombres por Queiroz, quedó fuera de nuevo de la convocatoria, que para muchos sería su última temporada en la selección. En la Eurocopa 2012, Nuno Gomes no fue llamado en esta ocasión por Paulo Bento.

### Participaciones en Copas del Mundo
| Mundial                        | Sede                     | Resultado                | Partidos | Goles | Prom. |
| ------------------------------ | ------------------------ | ------------------------ | -------- | ----- | ----- |
| Copa Mundial de Fútbol de 2002 | Corea del Sur y Japón    | Primera fase             | 2        | 0     | 0,00  |
| Copa Mundial de Fútbol de 2006 | Alemania                 | Cuarto lugar             | 2        | 1     | 0,50  |
| Total en Copas del Mundo       | Total en Copas del Mundo | Total en Copas del Mundo | 4        | 1     | 0,25  |

### Participaciones en Eurocopas
| Euro               | Sede                   | Resultado          | Partidos | Goles | Prom. |
| ------------------ | ---------------------- | ------------------ | -------- | ----- | ----- |
| Eurocopa 2000      | Bélgica y Países Bajos | Tercer lugar       | 5        | 4     | 0,80  |
| Eurocopa 2004      | Portugal               | Subcampeón         | 6        | 1     | 0,17  |
| Eurocopa 2008      | Suiza y Austria        | Cuartos de final   | 3        | 1     | 0,33  |
| Total en Eurocopas | Total en Eurocopas     | Total en Eurocopas | 14       | 6     | 0,43  |

## Clubes
| Club              | País       | Año         |
| ----------------- | ---------- | ----------- |
| Boavista FC       | Portugal   | 1994 - 1997 |
| SL Benfica        | Portugal   | 1997 - 2000 |
| ACF Fiorentina    | Italia     | 2000 - 2002 |
| SL Benfica        | Portugal   | 2002 - 2011 |
| Sporting de Braga | Portugal   | 2011 - 2012 |
| Blackburn Rovers  | Inglaterra | 2012 - 2013 |

## Palmarés

### Campeonatos nacionales
| Título                | Club          | País     | Año  |
| --------------------- | ------------- | -------- | ---- |
| Copa de Portugal      | Boavista FC   | Portugal | 1997 |
| Supercopa de Portugal | Boavista FC   | Portugal | 1997 |
| Copa Italia           | AC Fiorentina | Italia   | 2001 |
| Copa de Portugal      | SL Benfica    | Portugal | 2004 |
| Liga de Portugal      | SL Benfica    | Portugal | 2005 |
| Supercopa de Portugal | SL Benfica    | Portugal | 2005 |
| Copa de la Liga       | SL Benfica    | Portugal | 2011 |